# Cenopalpus irani
Cenopalpus irani är en spindeldjursart som beskrevs av Dosse 1971. Cenopalpus irani ingår i släktet Cenopalpus och familjen Tenuipalpidae. Inga underarter finns listade i Catalogue of Life.